# CONRAD
Das VHF-Truppenfunksystem CONRAD (englisch Combat Net Radio), ein  Teil des mobilen Fernmeldesystems des österreichischen Bundesheeres umfasst circa 5000 Funkgeräte in verschiedenen Varianten und mit verschiedenen Teilkomponenten.
Zwei Grundgeräte, der Sender/Empfänger RT-9101A und das so genannte Handheld CNR-710A bilden den Kern des Systems. Der Sender/Empfänger wird – grundsätzlich baugleich – im Tornisterfunksatz, in Kraftfahrzeugen und in Luftfahrzeugen verwendet. Auch das Handheld in seiner Konfiguration als Handfunkgerät kann in Kraftfahrzeuge eingebaut werden.
Neben der Hardware (Funkgeräte, Einbausätze und Zubehör) besteht das System auch aus der erforderlichen Software, einem Funknetzmanagement- und Schlüsselmanagementsystem. Weiters ist über einen Radio Access Point (RAP) die Einbindung der Funknetze an das heereseigene verschlüsselte Fernmeldenetz IFMIN möglich. Der ortsfeste IFMIN-Teilnehmer kann so Funknetzteilnehmer direkt rufen bzw. von diesen direkt gerufen werden.
CONRAD verfügt über eine digitale Verschlüsselung und als Gegenmaßnahme gegen elektronische Störungen wird ein Frequenzsprungverfahren eingesetzt.
An der Führungsunterstützungsschule wurde eine auf zwei Lehrsäle aufgeteilte Ausbildungsanlage errichtet.